# Trancoso (Messico)
Trancoso è una municipalità dello stato di Zacatecas, nel Messico centrale, il cui capoluogo è la località omonima.
Conta 16.934 abitanti (2010) e ha una estensione di 220,95 km².